# Liste der Flüsse in Äquatorialguinea

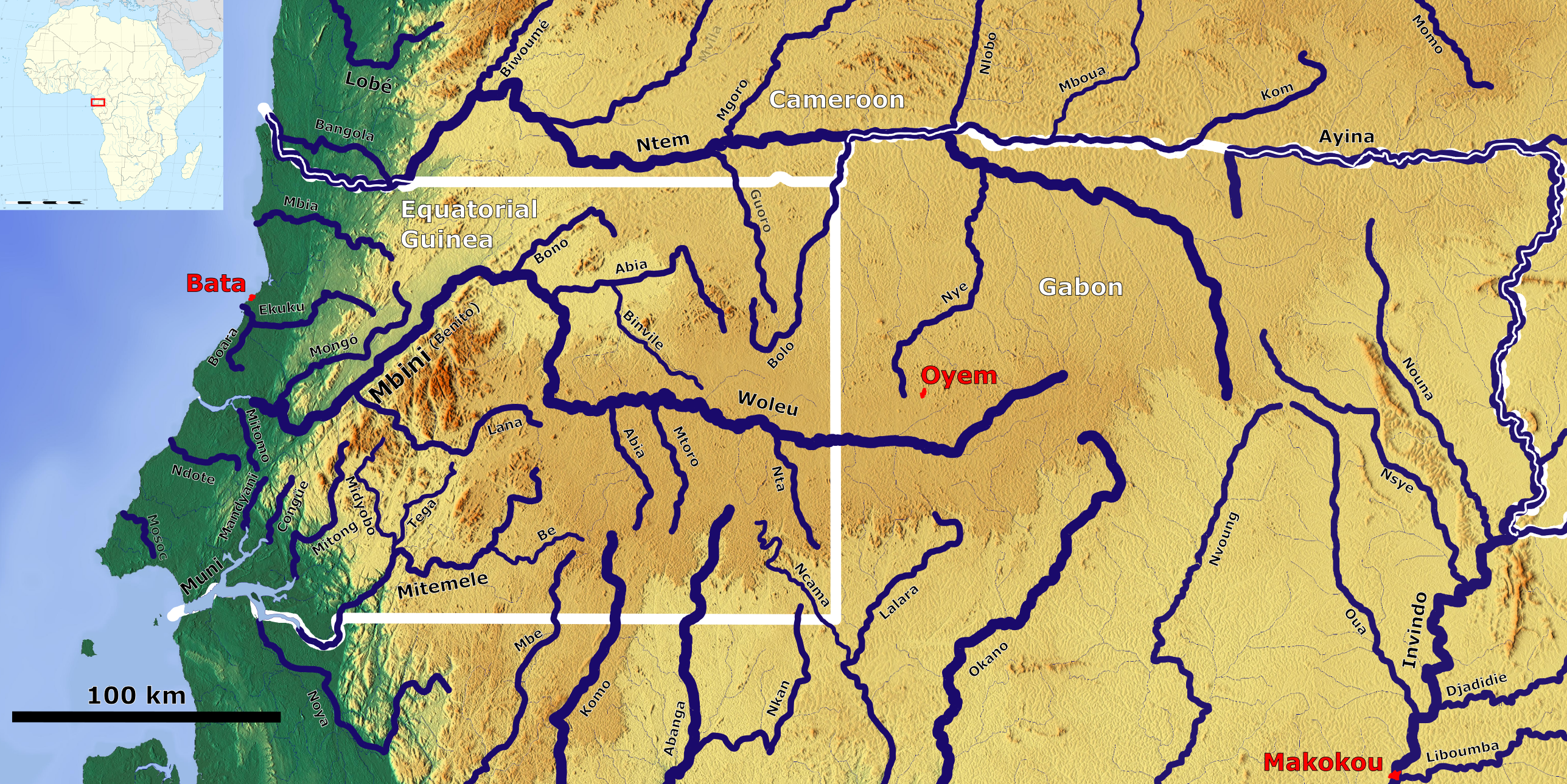
Die Flusssysteme Äquatorialguinea

Dies ist eine Liste der Flüsse in Äquatorialguinea. Hydrologisch ist der Festlandteil Mbini vor allem durch den Fluss Mbini beeinflusst. Der größte Teil des Landes entwässert über ihn. Neben dem Ntem an der Nord- und dem Muni an der Südgrenze gibt es noch einige Küstenflüsse. Alle Flüsse münden in die Bucht von Bonny.
Im Folgenden sind die Flüsse Äquatorialguineas von Nord nach Süd und in ihrer Mündungsreihenfolge aufgelistet.

## Mbini

### Ntem
- Bolo
  - No
  - Kyé
- Guoro
  - Arroyo Cuen
  - Arroyo Mbang
- Solo
  - Be
  - Loo
- Mañeete

### Mbini(Benito, Woleu)
- - Nta
    - Abama
    - Mete
    - Mido

  - Nyoo
    - Abea
    - Mbe

  - Biyele
  - Mtoro (Nroro)
    - Mkeme
    - Midyo
    - Mbaiñ
    - Medug

  - Abia
    - Ñio
    - Mba
    - Abó
    - Miong

  - Amvang
    - Chiguo

  - Abia
    - Arroyo Bimvile
    - Bimvile

  - Son
  - Bono
  - Arroyo Mumu
    - Arroyo Cam

  - Mburo
  - Lana
    - Bomo
    - Lobo

  - Mandyana
  - Mongó
  - Mitomo

### Muni
- Utamboni (Temboni, Mitemele)
  - Nono
  - Midyo
  - Mba
  - Be
  - Mba
    - Caangan

  - Nkien
  - Sanye
    - Abang

  - Midyobo
    - Biangang
    - Tega

  - Miava
- Mven
- Mitong
  - Bisebisele
  - Toche
- Congüe
  - Mandyani

### Ogooué(in Gabun)
- Okano (in Gabun)
  - Lalara (in Gabun)
    - Ncomo
      - Ncama
- Abanga
  - Mangale
  - Nkeme
  - Ntulo
  - Mvo
    - Mbo

  - Nkan

### Kleinere Flüsse
- Mbia
  - Yie
  - Mayang
- Ué
- Ekuku
  - Boara
- Ndote
- Janye
- Aye
- Mosoc
- Naño
- Mbinda
- Komo
  - Mbe
  - Ncomo
  - Mbè

## Bioko
- Río Bosecabosechi
- Rio Cónsul
- Río Suhu
- Río Sochi
- Río Ruma
- Río Iladyi
- Río Moaba
- Río Osa
- Río Ole
- Río Maloho
- Río Apú